# The Hiding Place
The Hiding Place é um livro autobiográfico escrito por Corrie ten Boom em parceria com John e Elizabeth Sherrill e publicado em 1971.
O livro narra a história de Corrie ten Boom a partir de sua experência, e de sua família, escondendo em sua casa judeus e membros da resistência holandesa, durante a ocupação nazista na Holanda, na II Guerra Mundial.
O nome é uma alusão em duplo sentido referindo-se primeiramente ao local físico onde a família escondia os judeus, como também à passagem bíblica que declara: "Tu és o meu refúgio (no inglês: my hiding place) e o meu escudo; espero na tua palavra."
O livro deu origem ao filme de mesmo nome, lançado em 1975.